# 10784 Noailles
10784 Noailles este un asteroid din centura principală de asteroizi.

## Descriere
10784 Noailles este un asteroid din centura principală de asteroizi. A fost descoperit pe 4 septembrie 1991 la Observatorul La Silla de Eric Walter Elst. Asteroidul prezintă o orbită caracterizată de o semiaxă mare de 2,62 ua, o excentricitate de 0,04 și o înclinație de 15,9° în raport cu ecliptica.